# 印地语
印地语（天城文：或，拉丁字母转写：Hindī），又译为北印度语、印度语，是印欧语系印度-伊朗语族中印度-雅利安语支下的一种语言。以使用国家来算，印地语是世界排名第八的语言，在1965年1月26日成为印度中央政府的官方语言之一（连同英语）。印地语和乌尔都语（并称印度斯坦语）大同小异，主要区别在于前者用天城文，后者用基于阿拉伯字母的乌尔都字母，前者引进的梵语借词多一点，后者的阿拉伯语和波斯语借词多一些。